# Lactuca kanitziana
Lactuca kanitziana là một loài thực vật có hoa trong họ Cúc. Loài này được Martelli mô tả khoa học đầu tiên.